# Cygnus CRS OA-8E
Cygnus CRS OA-8E, conosciuta anche come Orbital ATK OA-8E, è stata una missione spaziale privata di rifornimento per la Stazione spaziale internazionale, programmata da Orbital ATK per la NASA nell'ambito del programma Commercial Resupply Services, e decollata il 12 novembre 2017.
Il vettore utilizzato è stato un Antares 230, il quale ha portato in orbita il veicolo cargo Cygnus, costituito in questo caso dalla capsula S.S. Gene Cernan, comprendente il modulo per immagazzinamento pressurizzato costruito da un partner industriale di Orbital ATK, la Thales Alenia Space.
La CRS OA-8E è stata la nona missione orbitale del veicolo spaziale Cygnus, l'ottava delle quali avente come cliente la NASA. La CRS OA-8E faceva parte, in particolare, di un prolungamento del contratto Commercial Resupply Services, che prevedeva inizialmente una serie di otto missioni commissionate alla Orbital dalla NASA e che con questo prolungamento era stato portato a comprendere dieci missioni (la lettera "E" alla fine del nome sta infatti a indicare la parola "Extension").

## Modulo di servizio
La missione CRS OA-8E è stata effettuata con una navetta Cygnus, in particolare con una versione di dimensioni maggiori, versione utilizzata qui per la quinta volta.
Come da tradizione della Orbital ATK, il modulo è stato battezzato S.S. Gene Cernan, in onore dell'astronauta del programma Apollo, Eugene Cernan (1934-2017), comandante dell'Apollo 17, uno dei tre uomini ad aver visitato la Luna (rimanendo a bordo dell'Apollo o scendendo sulla superficie) due volte, nonché ultimo uomo ad aver camminato sulla superficie del nostro satellite.

## Lancio e svolgimento della missione

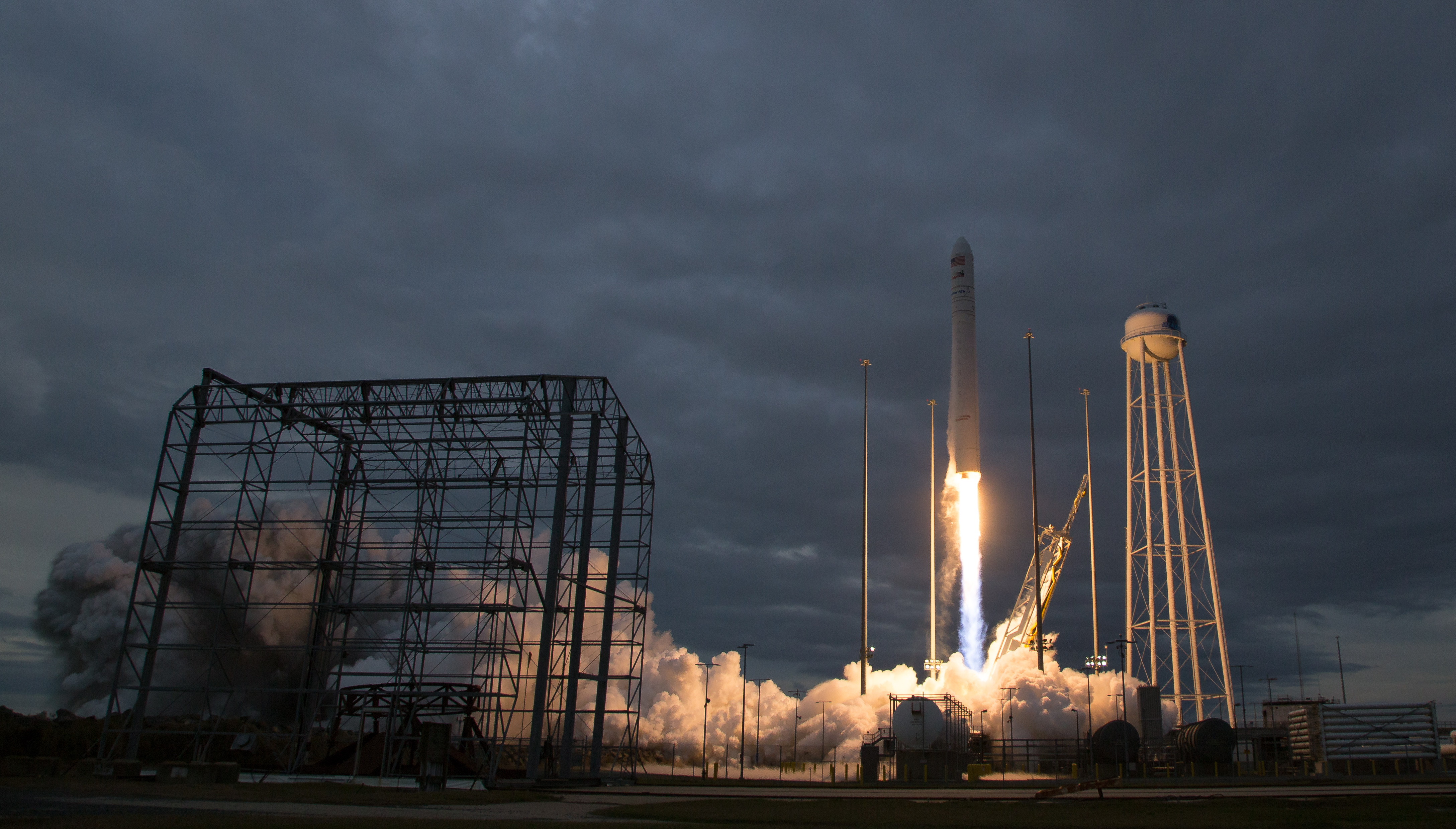
Il lancio del razzo Antares on a bordo la missione Cygnus OA-8E, il 12 novembre 2017.

Originariamente previsto per il 10 novembre alle 8:03 UTC, il lancio è stato rimandato una prima volta alle 7:37:24 UTC dell'11 novembre. Quel giorno però il lancio subì un'ulteriore posticipazione di ventiquattr'ore a causa dello sconfinamento di un aereo all'interno dell'area protetta a meno di un minuto dal decollo del razzo. Il giorno dopo, il 12 novembre, la missione riuscì finalmente a partire, con il decollo del vettore Antares 230 che avvenne alle 7:19:51 UTC dal sito di lancio numero 0 del Mid-Atlantic Regional Spaceport.
Il 14 novembre 2017 il modulo Cygnus, con a bordo la capsula pressurizzata per immagazzinamento costruita dalla Thales Alenia Space, ha raggiunto la ISS ed ha iniziato a condurre una serie di manovre per regolare la propria velocità, altitudine e orientazione con quella della stazione spaziale. Dopo aver raggiunto il punto di cattura, alle 10:04 UTC il veicolo è stato preso dal Canadarm2, manovrato dall'astronauta italiano Paolo Nespoli, e infine, alle 12:15 UTC, è stato agganciato al modulo Unity.
Il modulo Cygnus della missione è rimasto agganciato alla ISS per 21 giorni e 5 ore e 37 minuti. Il distacco è avvenuto alle 17:52 del 5 dicembre 2017 e il veicolo è stato liberato dal Canadarm2 alle 13:11 UTC del giorno seguente. Dopo una serie di manovre atte ad allontanarlo dalla stazione spaziale, il Cygnus ha effettuato un'accensione di pochi minuti in previsione del suo rientro in atmosfera, avvenuto il 18 dicembre 2018 alle 12:54 UTC.

## Carico
La missione CRS OA-8E ha portato in orbita un carico totale di 3.338 kg di materiale. Questo includeva 3.229 kg (involucro compreso) di materiale pressurizzato destinato all'interno della Stazione Spaziale Internazionale e 109 kg di carico non pressurizzato costituito da un lanciatore di satelliti CubeSat della NanoRacks, il NanoRacks CubeSat Deployer, e da quattordici satelliti CubeSat, messi in orbita con il sopraccitato dispositivo dopo il distacco del modulo Cygnus dalla ISS.
In particolare il carico era così composto:
- Carico destinato all'interno della ISS: 
  - Esperimenti scientifici: 740 kg
  - Rifornimenti per l'equipaggio: 1.240 kg
  - Hardware per la stazione spaziale: 851 kg
  - Equipaggiamenti per le attività extraveicolari: 132 kg
  - Risorse informatiche: 34 kg
- NanoRacks CubeSat Deployer (NRCSD) e sei satelliti CubeSat: 82 kg

Tra il materiale per esperimenti scientifici trasportato sulla ISS vi erano anche alcuni CubeSat (fra i quali: Asgardia-1, CHEFsat, EcAMSat, ISARA, Lemur-2, OCSD B & C, PropCube 2), due dei quali sono stati messi in orbita dalla Stazione Spaziale il 20-21 novembre, assieme ad altri CubeSat consegnati durante altre missioni di rifornimento. Tali microsatelliti sono stati in particolare dedicati allo studio di come cambi la resistenza agli antibiotici dell'Escherichia coli nello spazio (missione EcAMSat), al test di un nuovo progetto di telescopio spaziale ultra-piccolo, allo studio di un sistema per rimuovere i satelliti dalla propria orbita e altro ancora.